# 波羅斯
波羅斯（公元前4世纪）古印度国王，他統治下的领土位于印度次大陆旁遮普地区，在杰赫勒姆河至奇纳布河之间。他于公元前326年希达斯皮斯河战役中败于马其顿帝国的亚历山大大帝。战败后，亚历山大任命他担任当地总督，并负责管理东南方的领地。